# Kalábriaifenyő
A kalábriaifenyő vagy ciprusi fenyő (Pinus brutia) a tűnyalábos fenyő (Pinus) nemzetségébe tartozó fenyőfaj.

## Elnevezése
Neve a dél-olaszországi Kalábria területének magyaros nevéből származik, mert onnan írta le a fajt Michele Tenore egy meghonosodott populációból. A keleti aleppói fenyő vagy keleti aleppófenyő magyar név arra utal, hogy korábban az aleppóifenyő (Pinus halepensis) egyik alfajának (P. h. subsp. brutia), illetve változatának (P. h. var. brutia) tekintették. Az angolban „Turkish pine” (magyarra fordítva „törökfenyő”) az elsődleges neve, és eltér a magyar elnevezéstől az angol „East Mediterranean Pine” („kelet-mediterrán fenyő”) vagy „Brutia Pine” („bruttiumi fenyő”) magyarra fordításával kapott elnevezése is.

## Elterjedése
A Földközi-tenger térségének (Mediterráneum) keleti részén őshonos. Elterjedési területének nagy része Törökországban van, de nő a Görögországhoz tartozó Kelet-Égei-szigeteken, a Krím-félszigeten, Iránban, Grúziában, Azerbajdzsánban, Irak északi és Szíria nyugati részén, Libanonban és Cipruson is.
Leggyakrabban 600 méteres magassági, de elterjedési területének déli részén akár 1200 méterig is megtalálható.

## Jellemzése
Közepes termetű fa. Magassága elérheti a 25–30 métert, törzsének átmérője általában 1 méter, kivételesen 2 méter is lehet. Kérge a törzs alsó részén narancsvörös, vastag és mélyen repedezett, a lombkorona felső részén vékony és pikkelyes. A tűlevelek párban állnak, vékonyak, többnyire 10–16 cm hosszúak, élénkzöld, illetve kissé sárgászöld színűek.
Az eleinte zárt, zöld színű tobozok vaskosak, nehezek és kemények, 6–11 cm hosszúak, alapjuk 4–5 cm széles. Egyéves korukra fényes vörösbarnává válnak, a következő egy-két évben lassan kinyílnak, így alapjuk szélessége 5–8 cm-re nő. A kinyílt tobozban szabadon ülő, 7–8 mm hosszú magoknak 15–20 mm-es szárnya segíti terjedüket.

## Rendszerezése
Közeli rokona az aleppói fenyő (Pinus halepensis), a kanári fenyő (Pinus canariensis) és a tengerparti fenyő (Pinus pinaster), ezek sok vonása hasonló. Néhány szerző az aleppói fenyő alfajának tekinti.

### Változatai
Mérsékelten változatos faj. Változatai::
- Pinus brutia var. brutia (típusforma a faj elterjedési területének legnagyobb részén; a téli csapadékmaximumú területekhez alkalmazkodott)
- Pinus brutia var. eldarica (Medw.) Silba (tűlevelei 8–14 cm, tobozai 5–9 cm hosszúak; Azerbajdzsán és Grúzia területén fordul elő; egyes szerzők önálló fajnak (Pinus eldarica) tekintik; a szárazabb éghajlatú, nyári csapadékmaximumú területekhez alkalmazkodott)
- Pinus brutia var. pendulifolia Frankis in Taskin (tűlevei 20–29 cm hosszúak, lelógóak; Törökország délnyugati partvidékén fordul elő)
- Pinus brutia var. pityusa (Steven) Silba (a típusforma megjelenésétől alig különbözik; Grúziában, a vele szomszédos orosz, fekete-tengeri partvidéken és a Krím-félszigeten fordul elő)

## Fordítás
- Ez a szócikk részben vagy egészben  a   Turkish pine című angol Wikipédia-szócikk ezen változatának fordításán alapul.  Az eredeti cikk szerkesztőit annak laptörténete sorolja fel. Ez a jelzés csupán a megfogalmazás eredetét és a szerzői jogokat jelzi, nem szolgál a cikkben szereplő információk forrásmegjelöléseként.